# Petru Santu
Petru Santu est une série de bande dessinée corse créée en 2005 par le scénariste et dessinateur Federzoni. Il met en scène les aventures d'un vieux Corse dans le petit village de Zigunaccia.

## Historique
Federzoni crée le personnage de Petru Santu en 2005 avec la publication du premier album de la série Petru Santu : chjama è rispondi. Pour le deuxième album, il collabore avec Desideriu qui devient le scénariste de la série. D'autres collaborations alimentent le projet, comme celles de Bertocchini et des coloristes Nino et Ghjuvà.
À partir de 2010, l'intégralité de la série est éditée par Corsica Comix Édition, label spécialisé dans la bande dessinée et le livre de jeunesse qui promeut des auteurs insulaires,.
En 2011, la série fait l'objet d'une exposition au Musée de l'Alta Rocca.

## Description

### Personnages principaux

#### Petru Santu
Petru Santu est un vieux Corse, facilement identifiable à sa moustache et sa barbe. Il porte le plus souvent une casquette et marche avec une canne. Natif de Zigunaccia, il se distingue par son sens de l'humour et son regard satirique et critique envers la société, continentale comme corse.

#### Catalì
Catalì est l'épouse de Petru Santu. Elle reste souvent perplexe face aux certitudes de son mari tentant de s'adapter au monde moderne. 

#### Muschettu
Muschettu est l'âne de Petru Santu. Il participe du ressort comique de son maître et peut aussi agir de lui-même lorsqu'il est question de son pré ou encore de saucisson d'âne prétendue spécialité corse.

### Thèmes
La série Petru Santu traite des évolutions sociétales de la Corse que le personnage principal considère souvent comme trop rapides. Si les personnages et le cadre sont intimement liés à la Corse, les thèmes abordés (l'écologie, l'actualité politique ou encore la société de consommation) et les personnages dépassent le contexte insulaire pour décrire des comportements universels.
Les titres des albums parodient souvent des œuvres cinématographiques comme littéraires.

## Albums

### Corsica Comix Édition (à partir de 2010)
- 1 Petru Santu : ça se corse !, Corsica Comix Édition, Alata, 2011
Scénario : Federzoni, Desideriu - Dessin : Federzoni - Couleurs : Federzoni, Nino - (ISBN 978-2-9536-2512-7)

- 2 Petru Santu : et Dieu créa la Corse, Corsica Comix Édition, Alata, 2010
Scénario : Bertocchini - Dessin : Federzoni - Couleurs : Bruno Pradelle - (ISBN 978-2-9536-2510-3)

- 3 Petru Santu : à la recherche du lonzu perdu, Corsica Comix Édition, Alata, 2012
Scénario : Desideriu - Dessin : Federzoni - Couleurs : Ghjuvà - (ISBN 978-2-9536-2514-1)

- 4 Petru Santu : et pour quelques fritelle de plus, Corsica Comix Édition, Alata, 2013
Scénario : Desideriu - Dessin et couleurs : Federzoni - (ISBN 979-1-0924-8100-6)

- 5 Petru Santu : Babbò fait de la résistance, Corsica Comix Édition, Ocana, 2014
Scénario : Desideriu - Dessin : Federzoni - Couleurs : Ghjuvà - (ISBN 979-1-0924-8103-7)

- 6 Petru Santu : le réveil du prisuttu, Corsica Comix Édition, Ocana, 2016
Scénario : Desideriu - Dessin et couleurs : Federzoni - (ISBN 979-1-0924-8108-2)

- 7 Petru Santu : Babbò contre-attaque, Corsica Comix Édition, Ocana, 2018
Scénario : Desideriu - Dessin et couleurs : Federzoni - (ISBN 979-1-0924-8112-9)

- 8 Petru Santu : sale temps pour la pulenta, Corsica Comix Édition, Ocana, 2020
Scénario : Desideriu - Dessin et couleurs : Federzoni - (ISBN 979-1-0924-8117-4)

- 9 Petru Santu : pastore forever, Corsica Comix Édition, Ocana, 2023
Scénario : Desideriu - Dessin : Federzoni - Couleurs : Federzoni, Sebgeko - (ISBN 979-1-0924-8122-8)

- 10 Petru Santu : Ô i mei.com, Corsica Comix Édition, Ocana, 2025
Scénario : Desideriu - Dessin : Federzoni - Couleurs : Federzoni, Sebgeko -  (ISBN 979-1-0924-8129-7)

### Édition en langue corse
- Petru Santu : 20 anni (Best-of en langue corse), Corsica Comix Édition, Ocana, 2025
Scénario : Desideriu - Dessin : Federzoni - Couleurs : Federzoni, Sebgeko -  (ISBN 979-1-0924-8130-3)

### Autres éditions
Albums en noir et blanc, repris et colorisés dans Petru Santu : ça se corse !.
- Petru Santu : chjama è rispondi, Alain Piazzola, Ajaccio, 2005
Scénario et dessin : Federzoni - (ISBN 2-9154-1025-9)

- Petru Santu : tant qu'il y aura du brocciu, L20 Prod, Ajaccio, 2007
Scénario : Desideriu - Dessin : Federzoni - (ISBN 978-2-9529-4510-3)